# Montes Pindo
Os Montes Pindo (em grego:  Πίνδος, em latim: Pindus, em aromeno: Pind, em albanês:  Pindsko gorje) formam uma cordilheira do norte da Grécia, sudeste da Albânia e sudoeste da República da Macedónia, que corre de norte a sul ao longo de 160 km, entre o mar Jónico e o mar Egeu, formando o centro da Grécia. Era na Antiguidade frequentemente chamada de «coluna vertebral da Grécia». Consideradas como uma derivação dos Balcãs, a máxima altitude desta cordilheira é o monte Smolikas, que atinge 2637 m.
Antigamente constituía a fronteira entre a Tessália e o Epiro, e marcava o límite de Atamânia. A parte norte foi chamada Lacmón ou Lacmos (Lacmus) e era o lugar de nascimento de cinco dos principais rios da Grécia: rio Haliácmon, rio Peneu, rio Aqueloo, rio Arato e rio Aoo. A parte a sul da anterior foi chamada Cercécio (em latim: Cercetium), enquanto a parte mais a sul chamava-se Tinfresto (Tymphrestus, atual Velukhi) e era dividida nas cadeias de Otirs e Eta. Mais a sul dividia-se em dois ramos que já não eram consideradas parte dos montes Pindo.
Esta possessão romana e bizantina, na Idade Média caiu em mãos dos eslavos e proto-búlgaros e depois, em 1205, do Despotado do Epiro, para acabar como possessão otomana. Passaram para a Grécia em 1913, no final da guerra dos Balcãs. Durante a Segunda Guerra Mundial, na região dos montes Pindo, estabeleceu-se o Principado do Pindo e Voivodia da Macedónia.